# Parc Koulibine
Le parc Koulibine (Парк Кули́бина) est un parc de la ville de Nijni Novgorod en Russie. Situé en centre-ville, il a été  aménagé à l'emplacement du cimetière Saint-Pierre-et-Saint-Paul en 1940. Il doit son nom à Ivan Koulibine (1735-1818), inventeur en mécanique surnommé l'« Archimède de Nijni Novgorod » et enterré à l'ancien cimetière (tombe conservée).

## Histoire

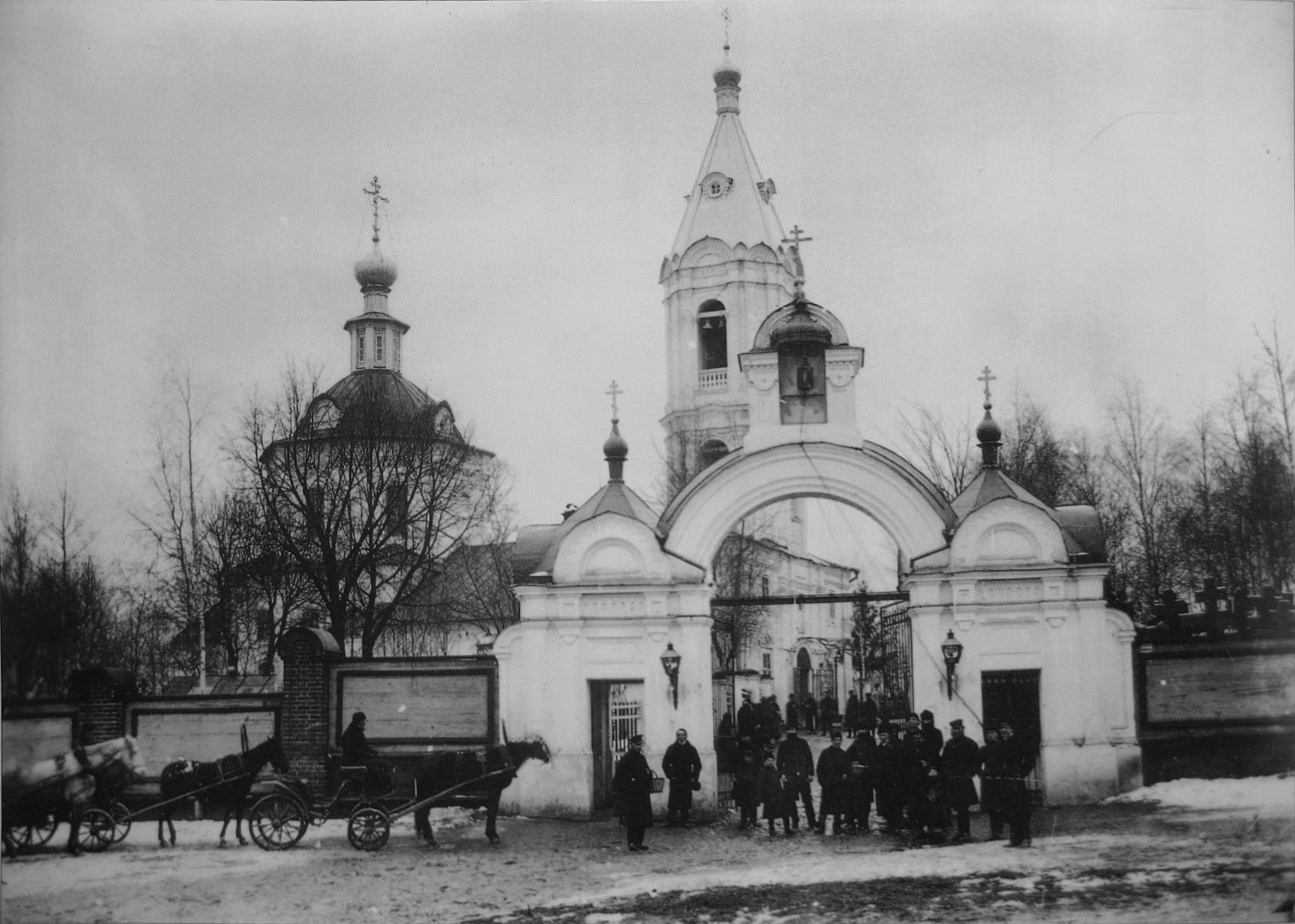
L'église du cimetière au début du XXe siècle.

Le sénat prend la décision d'ouvrir un cimetière en 1771 et en 1775 un terrain est aménagé à une demie verste des grilles de la rue Varvarskaïa (rue Sainte-Barbe) avec une chapelle et une clôture. Les marchands Neoudakine font ériger une église de pierre dédiée aux apôtres Pierre et Paul en 1785, selon les plans de l'architecte Yakov Ananine. Le cimetière accueille dès lors les tombes d'habitants de Nijni Novgorod dont des personnalités éminentes, des membres de la classe aisée des marchands, de la société, du monde des lettres, etc. Les inhumations cessent après 1918. Les monuments, tombes et chapelles familiales sont vandalisés puis démolis. Tout est rasé (sauf l'église) en 1939-1940 pour aménager le parc actuel. Seules sont conservées les tombes de Koulibine et de la grand-mère de Gorki, Akoulina Ivanovna Kachirina, ainsi que celle d'un riche marchand de la fin du XIXe siècle.
Un aménagement d'ensemble a lieu dans les années 1960. On installe des pavillons et des attractions, on élève une statue de Gorki, un cinéma est installé dans l'église, puis une discothèque. On construit le cinéma Spoutnik en 1963.
L'église est rendue au culte dans les années 1990 et la statue de Lénine qui se trouvait à l'entrée du théâtre Spoutnik est démontée. Les anciennes attractions de l'époque soviétique (balançoires, manèges, autodrome, etc.) sont démolies. Un café demeure de cette époque.
Le parc est planté de tilleuls, bouleaux, peupliers, érables, etc.

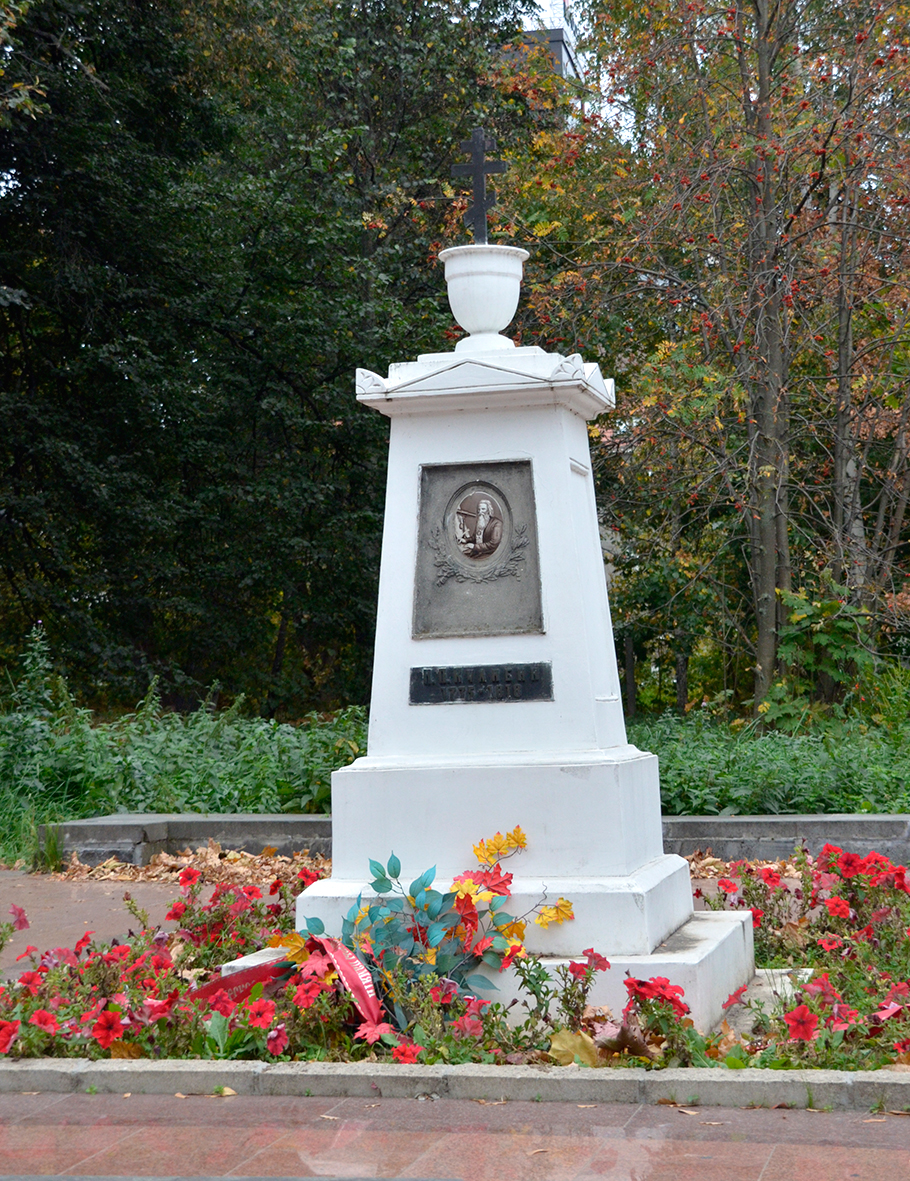
Tombe de Koulibine
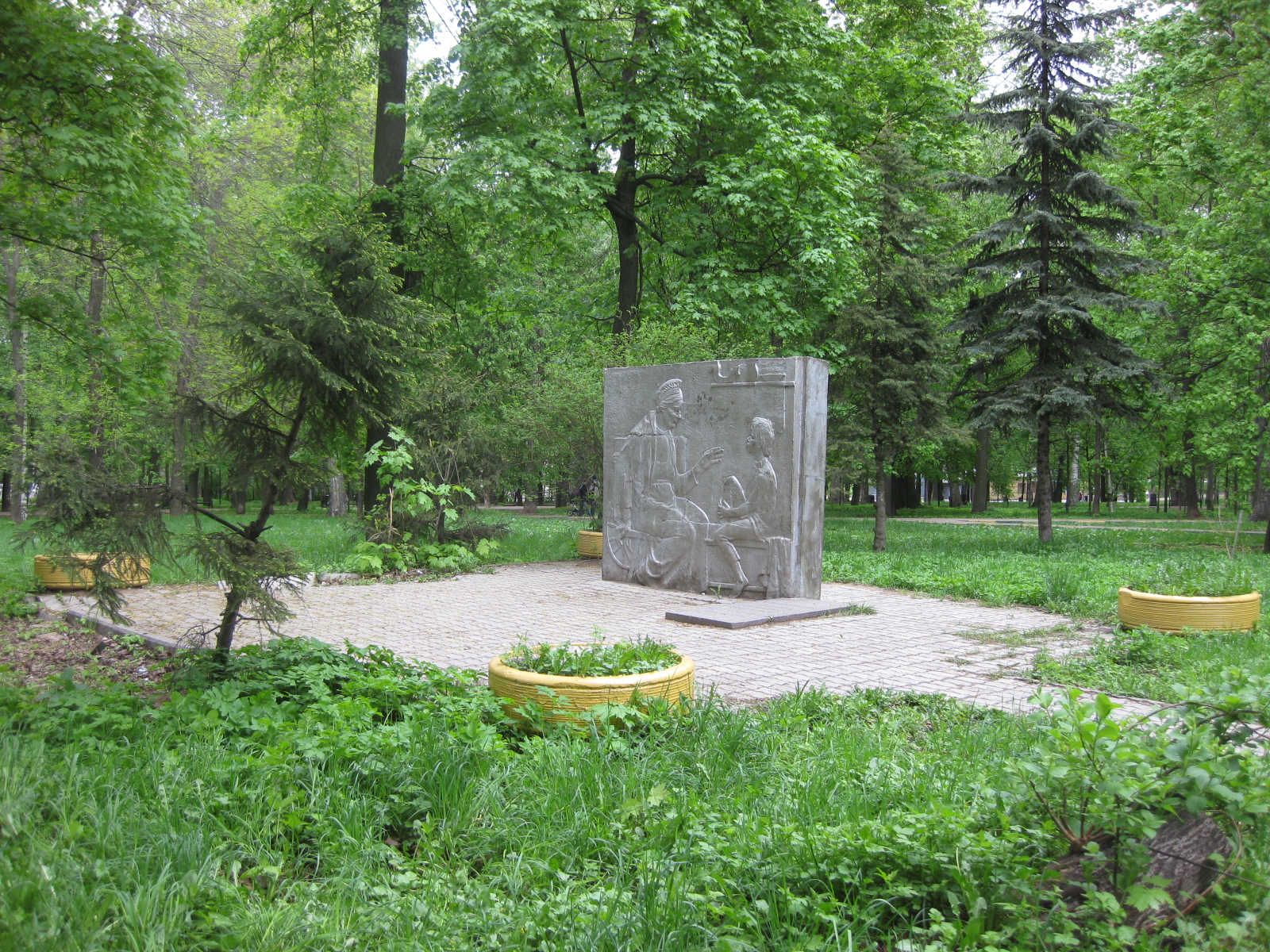
Tombe de la grand-mère de Gorki
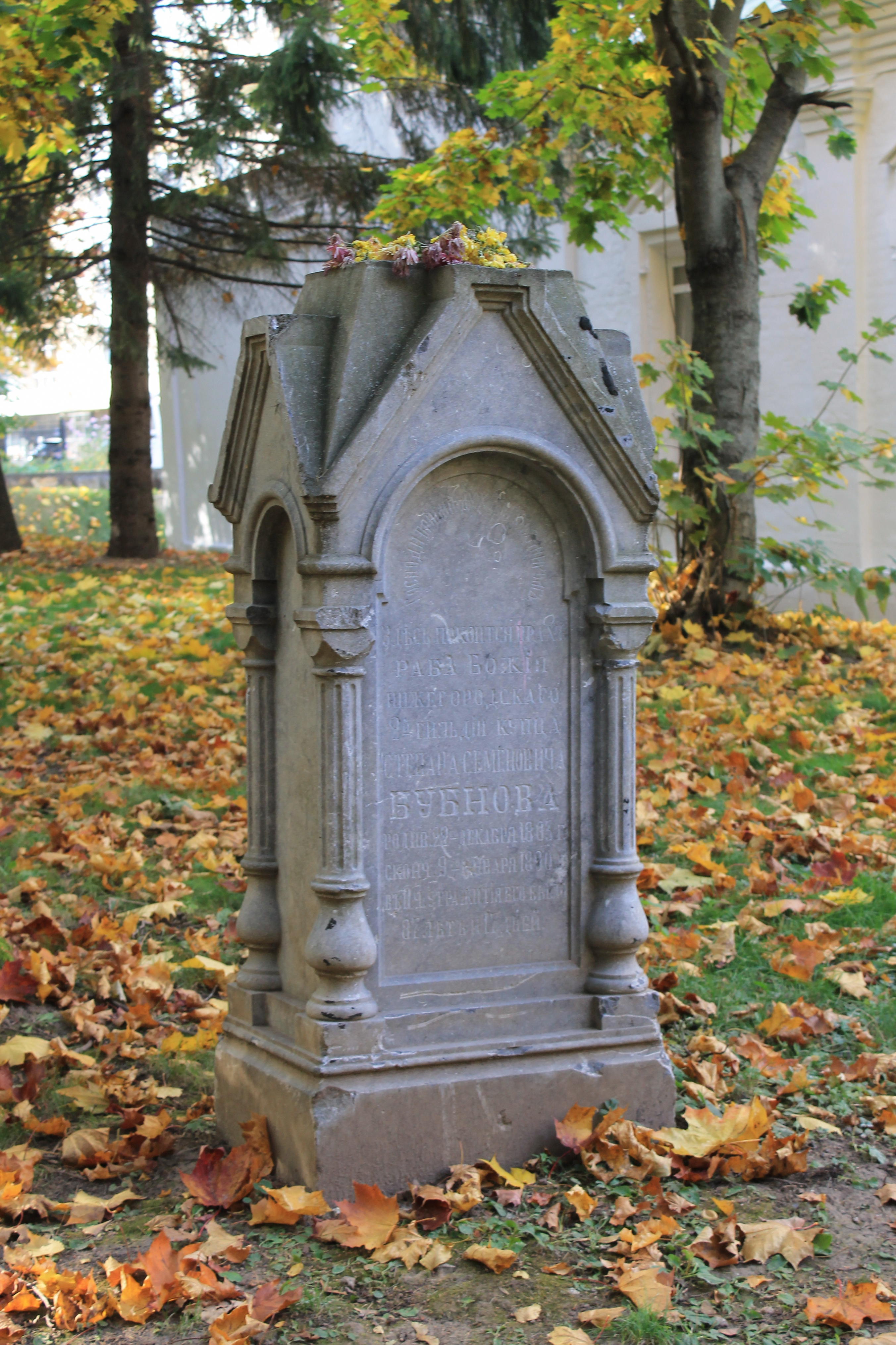
Tombe du marchand Stepan Boubnov
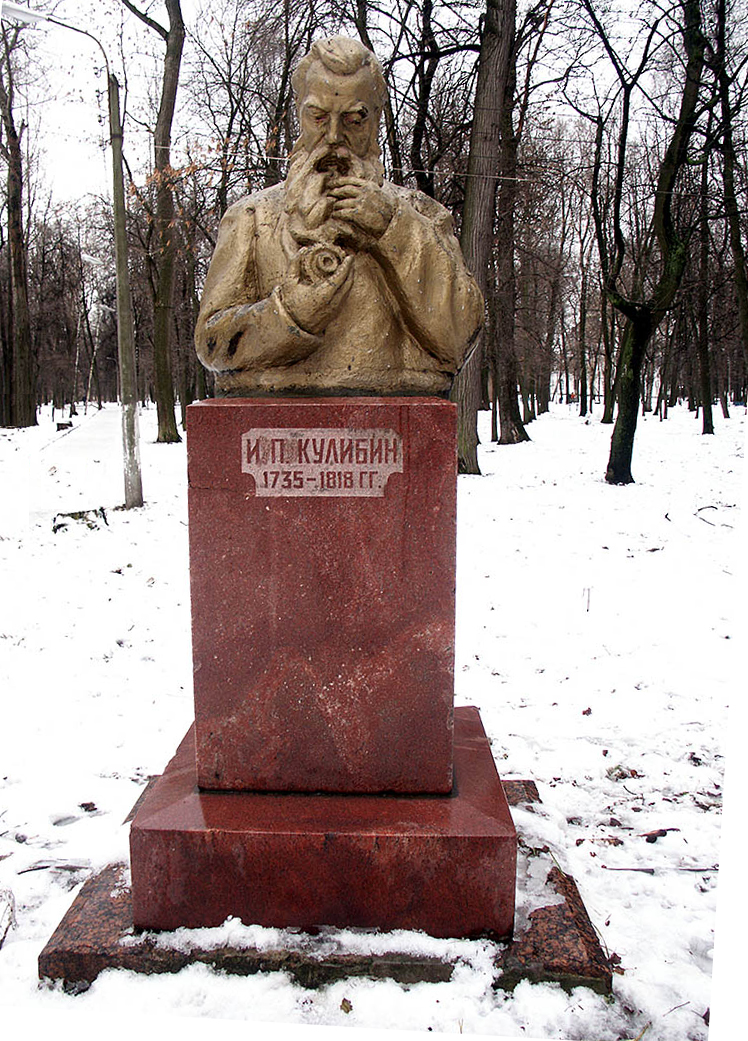
Buste de Koulibine

## Architecture

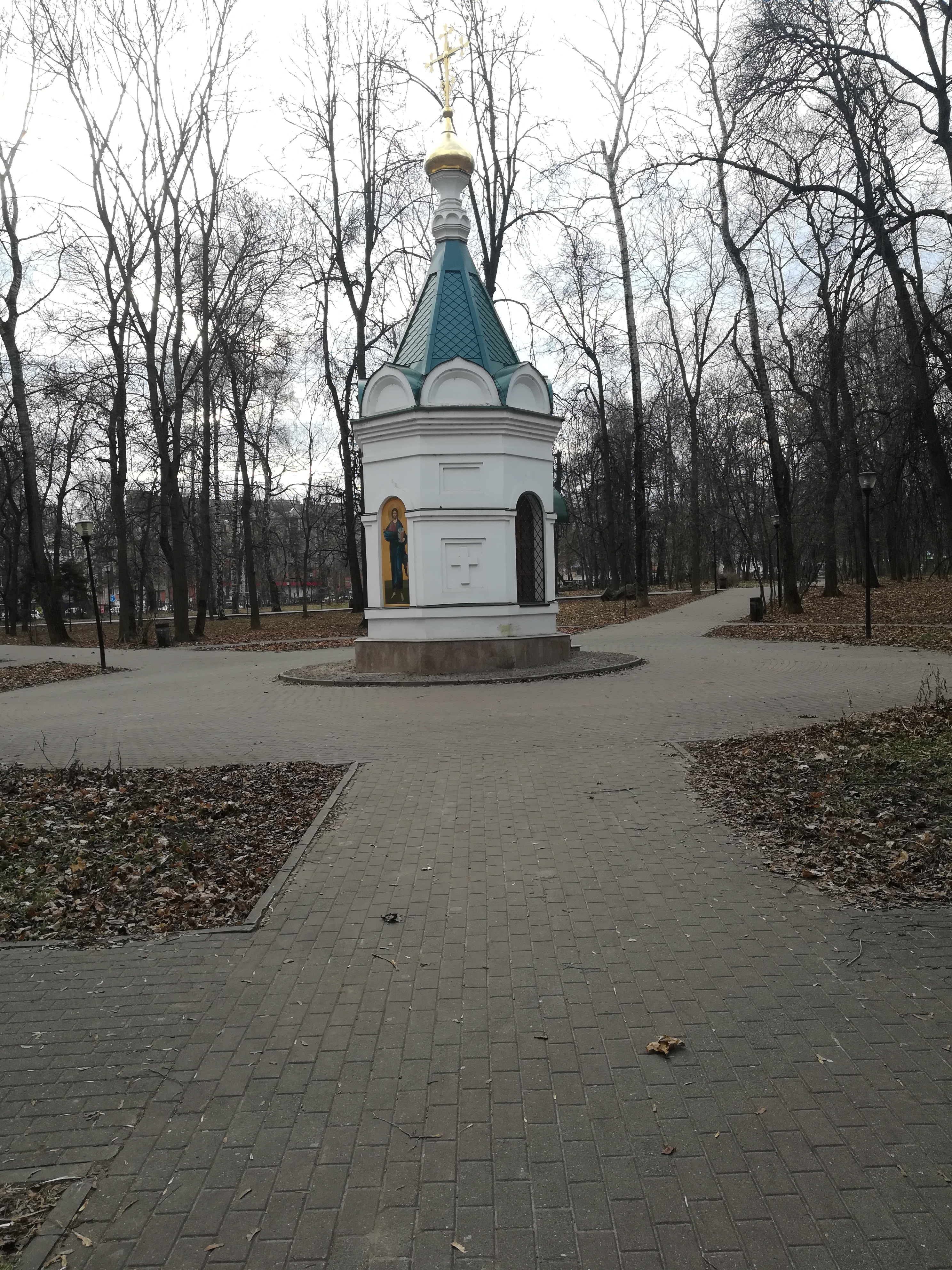
Chapelle dans le parc.

- Église Saint-Pierre-et-Saint-Paul (1785)
- Village des enfants
- Café
- Pavillon des joueurs d'échec
- Ancien cinéma Spoutnik (1963-2008) réaménagé en centre de loisirs, café, boîte de nuit

## Situation
Le parc se situe du nord au sud entre la rue Gorki et la rue Belinski et de l'ouest à l'est entre la rue d'Achkhabad et la rue Ocharskaïa. Il s'étend sur 415 m le long de la rue Belinski et de la rue Belinski à la rue Gorki, sur 300 m. Sa surface est de 12 hectares.

## Monuments
- Monument funéraire d'Ivan Koulibine (1818)
- Monument d'Ivan Koulibine (1985), sculpteur Pavel Goussev, près de l'église
- Buste de Koulibine, par Andrei Kikine (vers 1940), à l'entrée du parc
- Stèle avec bas-relief  (par Lioudmila Koulakova) à l'emplacement de la tombe de la grand-mère de Gorki, au milieu du parc derrière l'église
- Chapelle en mémoire des fils de Nijni Novgorod morts pendant la Première Guerre mondiale (2014)[3].